# Café (semente)

Estrutura da semente: 1 - corte central; 2 - semente (endosperma); 3 - derme (testa, epidermis); 4 - empacotante (endocarpo); 5 - camada de pectina; 6 - polpa (mesocarpo); 7 - derme externa (pericarpo, exocarpo)

Café é a fruta do cafeeiro (Coffea sp.). A semente é uma pequena esfera verde, que quando atinge o estado maduro para a colheita tem um vermelho intenso. Cada fruto costuma possuir duas pequenas sementes semi-esféricas com seus lados planos virados para si. O café é constituído majoritariamente de endosperma que contém altas quantidades da substância cafeína ( 0.8 - 2.5% ), nomeada a partir da semente. A semente possuiu grande importância comercial, como é usada para produzir o café (bebida) e é um produto de exportação significativo para muitos países.

## Origem
A semente tem origem arábica e não foi utilizada para produzir bebidas amplamente até o século X, quando a bebida passou a se disseminar pelo Oriente Médio. A Europa não teve contato com a bebida em larga escala até o século XVII através do comércio no Mediterrâneo, com as cidades de Veneza e Marseille em destaque. No século XVIII cafeterias se disseminaram na Europa e o fruto ficou muito conhecido, com o café assumindo papel social.
Com a evolução do valor da semente, o café foi levado a diversos continentes, incluindo o Brasil no século XVIII.
O Café é originalmente uma ferramenta de defesa contra predadores, pois seu gosto forte evita que a planta seja comida.

## Processamento da semente
Para transformar o fruto do cafeeiro na commodity café (bebida), a semente tem a polpa removida e seca. Esse processo pode influenciar no aroma e sabor do café.
Da semente verde, é extraído um óleo usado em cosmética, indústria alimentícia e produção de biodiesel.